# Віламартін-де-Вальдеоррас
Віламартін-де-Вальдеоррас (гал. Vilamartín de Valdeorras, ісп. Villamartín de Valdeorras) — муніципалітет в Іспанії, у складі автономної спільноти Галісія, у провінції Оренсе. Населення — 2164 осіб (2009).
Муніципалітет розташований на відстані близько 360 км на північний захід від Мадрида, 65 км на схід від Оренсе.
Муніципалітет складається з таких паррокій: Аркос, Арнадо, Сернего, Коргомо, Коррешайс, О-Масо, А-Портела, Сан-Мігель-до-Оутейро, Сан-Вісенте-де-Лейра, Валенсія-до-Сіль, Віламартін-де-Вальдеоррас.

## Демографія
Динаміка населення (INE ):

## Галерея зображень

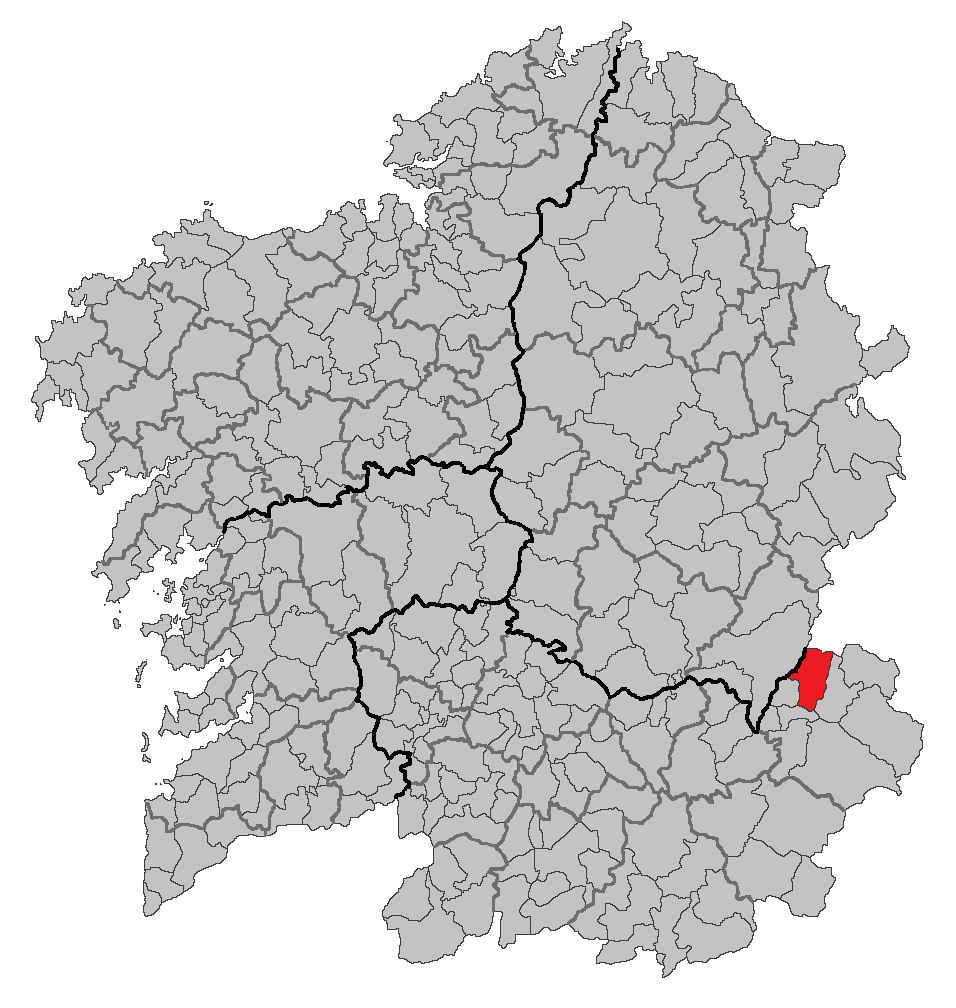
Розташування муніципалітету